# Christophe (album, 1967)
Pour les articles homonymes, voir Christophe.
 (avril 2020).
Si vous disposez d'ouvrages ou d'articles de référence ou si vous connaissez des sites web de qualité traitant du thème abordé ici, merci de compléter l'article en donnant les références utiles à sa vérifiabilité et en les liant à la section « Notes et références ».
 (avril 2020).
Albums de Christophe
Aline
(1966) Christophe
(1972)
Christophe est le deuxième album studio de Christophe et le premier enregistré en italien, paru en 1967.

## Liste des pistes
| No  | Titre                                    | Durée |
| --- | ---------------------------------------- | ----- |
| 1.  | Estate senza te (J’ai entendu la mer)    | 3:46  |
| 2.  | Io sono qui (J’ai remarché)              | 2:10  |
| 3.  | Dimmi sì, dimmi no                       | 2:57  |
| 4.  | Christina                                | 2:07  |
| 5.  | Sopra I tetti azzuri del mio pazzo amore | 2:49  |
| 6.  | Tu es folle                              | 2:30  |
| 7.  | Aline (Versione Italiana)                | 2:44  |
| 8.  | Le Marionette (Les Marionnettes)         | 2:45  |
| 9.  | Non ti amo più (Je ne t’aime plus)       | 2:55  |
| 10. | Sei cambiata (Tu n’es plus comme avant)  | 2:29  |
| 11. | Le Spectacle                             | 2:36  |
| 12. | Je t'ai retrouvée                        | 1:40  |